# The Devil's Candy
The Devil's Candy és una pel·lícula de terror esatunidenca del 2017 escrita i dirigida per Sean Byrne. La pel·lícula és protagonitzada per Ethan Embry, Shiri Appleby, Kiara Glasco, Pruitt Taylor Vince, Craig Nigh i Marco Perella. La pel·lícula va ser estrenada per IFC Midnight el 17 de març de 2017.

## Argument
A la nit en una casa de camp, Raymond Smilie escolta una veu nefasta. Reacciona tocant la seva Flying V vermella en veu alta davant d'un crucifix. La seva mare entra a la seva habitació i desconnecta la guitarra. Quan Ray explica incòmodement que toca per evitar sentir-lo a "ell", diu que ha de tornar a l'hospital psiquiàtric. Ray segueix escoltant la veu i la mata. Poc després, un home entra a la casa i veu la dona morta.
Temps després, la casa es ven a Jesse Hellman, un pintor en dificultats, la seva dona Astrid i la seva filla Zooey. L'agent immobiliari diu que la dona que hi vivia va morir en caure per les escales, i el seu marit es va suïcidar per la desesperació. En un altre lloc, Ray es registra en un motel. Escolta cintes predicant sobre el Diable i toca la seva guitarra. Quan una denúncia de soroll porta un agent de policia a la seva habitació, Ray deixa de jugar.
Després d'instal·lar-se a la casa, en Jesse comença a escoltar les mateixes veus que en Ray. Inspirat, pinta una pintura en blanc i negre basada en un motiu de la creu cap per avall. Més tard, Jesse s'acosta a Belial, una galeria d'art el propietari de la qual Leonard havia rebutjat la seva cartera. Davant la seva insistència, la recepcionista mira l'escaneig del quadre i es mostra satisfet. Un vespre, Ray apareix i té una breu conversa amb Zooey, que li diu que li encantaria tenir un Flying V. En Ray vol entrar a casa, però un Jesse enfadat el toca.
L'endemà al matí, Zooey i Jesse troben el Flying V de Ray fora de casa seva, però Jesse es nega a deixar-lo quedar-se. En un altre lloc, Ray segresta un nen. Porta el nen a una habitació de motel, li desmembra el cos i posa les peces tallades en una maleta. Ray enterra el nen en un forat ja ple de diverses maletes. Mentrestant, Jesse desfigura un mural de papallona encarregat en el qual havia estat treballant, transformant-lo en una nova pintura amb cares de nens distorsionades, inclosa la que Ray va matar. Immers en la seva feina, s'oblida de recollir la Zooey a l'escola i, per apaivagar-la, li deixa guardar la guitarra d'en Ray. Jesse continua treballant en la pintura, que representa els caps dels nens sent devorats per una criatura negra i afegeix Zooey cremant viu. Li diu a una Astrid horroritzada que sent els nens dins seu cridant perquè els deixin sortir.
A la nit, en Ray es cola a l'habitació de la Zooey. Ell li tapa la boca i li explica que "Ell" la vol, però en Ray intenta evitar fer-la mal. Zooey trenca la seva presa i crida, alertant l'Astrid i la Jesse, però en Ray fuig. Els Hellman van a la policia, que suggereix que canviïn els panys.
L'endemà, en Leonard arriba per veure l'últim treball de Jesse. Agraït amb el quadre, Leonard ofereix convertir-se en el seu mecenes, amb els privilegis que comporta. En Jesse interromp la reunió per afanyar-se a recollir en Zooey a l'escola, però se li punxa un pneumàtic i corre cap a l'escola per trobar en Zooey desapareguda. Al bany del motel d'en Ray, la Zooey està lligada amb cinta adhesiva. Ray li diu a Zooey que ja no pot resistir-se a "Ell" i que "Ell" la considera "el dolç més dolç". Mentre Ray es prepara per matar-la, Zooey s'allibera i escapa. Els Hellman es reuneixen a la comissaria. La policia explica a Jesse la història d'assassinat de Ray quan era nen. Ray havia explicat que va servir al Diable i que els nens assassinats eren "Els seus dolços". Els Hellman són escortats a casa i dos agents de policia estan estacionats fora de la casa, amb la intenció de posar-los sota protecció de testimonis.
Jesse contempla al seu estudi i finalment destrueix el mural. Mentrestant, Ray mata els oficials i pren una pistola a un d'ells. Ray entra a la casa i dispara a Jesse i Astrid. Arrossega a Zooey fora per recuperar una bombona de gasolina abans de portar-la a la seva habitació, apagant el terra i calent-li foc. L'Astrid desperta en Jesse i els dos surten de casa. Jesse s'enfila per la finestra del dormitori de Zooey i lluita contra Ray, els ulls del qual brillen estranyament mentre s'encén. Jesse mata en Ray amb la seva pròpia guitarra.
Jesse fa sortir Zooey amb seguretat. Se sent atret per un lloc prop de la casa, on troba les maletes amb els cossos dels nens que Ray havia enterrat. Quan surt el sol, Jesse mira al cel, somriu i comença a plorar.

## Repartiment
- Ethan Embry com a Jesse Hellman
- Shiri Appleby com Astrid Hellman
- Pruitt Taylor Vince com a Ray Smilie
- Kiara Glasco com a Zooey Hellman
- Tony Amendola com a Leonard
- Craig Nigh com a agent immobiliari
- Leland Orser com a predicador
- Oryan Landa com a diputat Hernández
- Richard Rollin com a Walter Smilie
- Sheila Bailey Lucas com a Pamela Smilie
- Marco Perella com el sergent Davis
- Mylinda Royer com a oficial Winnie
- Jamie Tisdale com a Mara
- Jack Dullnig com a Tyler Rosen
- Arthur Dale com a Logan

## Estrena
La pel·lícula es va projectar al Festival Internacional de Cinema de Toronto el 13 de setembre de 2015. La pel·lícula es va estrenar el 17 de març de 2017 per IFC Midnight.

## Recepció
La pel·lícula ha rebut crítiques molt positives. Rotten Tomatoes té la pel·lícula al 92% amb 53 crítiques. El consens del lloc diu: "The Devil's Candy subverteix de manera juganera tropes de terror alhora que ofereix emocions amb estil més que suficients per satisfer els entusiastes del gènere". Metacritic, which assigns a normalized rating of 0-100%, gives the film a 72, based on 10 reviews.
Clem Bastow de The Guardian va dir de la pel·lícula "aquesta és una pel·lícula de terror feta amb l'autèntic esperit del metall: igual que la música en la qual s'inspira, és forta i de vegades espantosa, però també guanyadora". Mark L. Miller d'Ain't It Cool News la va anomenar "una pel·lícula fantàstica" i "un tresor absolut d'ensurts!" Perri Nemiroff de Collider va qualificar la pel·lícula de "destacada" i li va atorgar una qualificació A−.
D'altra banda, Dennis Harvey que va escriure per a Variety va qualificar la pel·lícula de "una mica de caiguda de segona pel·lícula" i va dir que era "en última instància, un thriller de terror B animat però poc desenvolupat". David Rooney de The Hollywood Reporter va anomenar la pel·lícula un "seguiment genèric decebedor i actuat decentment".